# Список войн с индейцами Северной Америки
Это список войн с индейцами в Северной Америке в хронологическом порядке. Войны представляли собой многочисленные вооружённые конфликты, в которых правительства метрополий и колонисты европейского происхождения, а позднее федеральное правительство Соединённых Штатов и американские поселенцы сражались с различными индейскими народами. Эти конфликты происходили с XVI по XX век во всех частях региона, начиная с вторжения испанских конкистадоров в 1540 году и заканчивая конфликтом с апачами в 1924 году на Юго-Западе США.

## Войны XVI века
| Вооружённый конфликт                  | Противник 1                                          | Противник 2           | Итог |
| ------------------------------------- | ---------------------------------------------------- | --------------------- | --- |
| Сражение при Мабиле (Октябрь 1540 г.) | Испанские конкистадоры Эрнандо де Сото               | Миссисипская культура | Смерть вождя Таскалусы, погибло около 2500 индейцев и 200 испанцев                                                        |
| Тигуэкская война (Зима 1540—1541 гг.) | Испанские конкистадоры Франсиско Васкеса де Коронадо | Тива                  | Выжившие женщины и дети тива были обращены в рабство испанцами                                                            |
| Микстонская война (1540—1542 гг.)     | Новая Испания Тлашкальтеки                           | Каксканы              | Ассимиляция и порабощение каксканов                                                                                       |
| Чичимекская война (1550—1590 гг.)     | Новая Испания Тлашкальтеки Каксканы                  | Чичимеки              | - Испанцы прекратили войну с чичимеками и заключили мир - Чичимеки смогли частично сохранить свою самобытность и культуру |

## Войны XVII века
| Вооружённый конфликт                     | Противник 1                                                                            | Противник 2                                                              | Итог |
| ---------------------------------------- | -------------------------------------------------------------------------------------- | ------------------------------------------------------------------------ | --- |
| Войны навахо (1600—1866 гг.)             | Кастилия и Леон (c. 1600–1716) Испания (1716–1821) Мексика (1821–1848) США (1849–1866) | Навахо                                                                   | Долгий марш навахо и поселение в резервации                                                                                    |
| Англо-поухатанские войны (1610—1646 гг.) | Англия                                                                                 | Поухатаны                                                                | Договор 1677 года |
| Пекотская война (1636—1638 гг.)          | Массачусетс Плимутская колония Сэйбрук Коннектикут Мохеганы Наррагансетты              | Пекоты                                                                   | Разгром пекотов и Хартфордский договор                                                                                         |
| Бобровые войны (1642—1701 гг.)           | Ирокезы Англия Голландия                                                               | Гуроны Оджибве Оттава Эри Саскуэханноки и др. союзники Франции Франция   | - Разгром и изгнание гуронов - Великий монреальский мир                                                                        |
| Война Кифта (1643—1645 гг.)              | Новые Нидерланды                                                                       | Ваппингеры Манси-делавары                                                | Заключение мира |
| Персиковая война (1655 г.)               | Новые Нидерланды                                                                       | Манси-делавары                                                           | Победа манси |
| Эсопесские войны (1659—1663 гг)          | Новые Нидерланды                                                                       | Эсопесы                                                                  | Победа голландцев |
| Чованокская война (1675—1677 гг)         | Каролина                                                                               | Чованоки                                                                 | Победа колонистов и изгнание чованоков                                                                                         |
| Война Короля Филипа (1675—1678 гг)       | Конфедерация Новой Англии Мохеганы Пекоты Мохоки                                       | Вампаноаги Наррагансетты Нипмуки Покамтуки Абенаки Агавамы Нонотуки      | - Победа колонистов - Конец индейского суверенитета на юге Новой Англии - Ослабление экспансии англичан на севере Новой Англии |
| Восстание пуэбло (1680 г.)               | Испания                                                                                | Пуэбло                                                                   | - Победа пуэбло - Пуэбло отстояли право на свою культуру и религию                                                             |
| Война короля Вильгельма (1689—1697 гг)   | Англия Британская Америка Массачусетс (до 1691) Ирокезы                                | Франция Новая Франция Вабанакская конфедерация Алгонкины Конавага-мохоки | Возвращение к довоенному статус-кво                                                                                            |

## Войны XVIII века
| Вооружённый конфликт                            | Противник 1 | Противник 2                                                                                            | Итог |
| ----------------------------------------------- | --- | --- | --- |
| Война королевы Анны (1702—1713 гг.)             | Франция Новая Франция Испания Новая Испания Вабанакская конфедерация Конавага-мохоки Алгонкины Инну Чокто Тимукуа Апалачи Натчезы                       | Англия (до 1707) Британия (с 1707) Британская Америка Крики Чикасо Ямаси                               | Франция уступила Британии Акадию, Ньюфаундленд, побережье Гудзонова залива и Сент-Китс                     |
| Команчские войны (1705—1875 гг.)                | Испанская империя Мексика Республика Техас США | Команчи                                                                                                | - Победа команчей в войнах с Испанией и Мексикой - Победа США и поселение команчей в резервацию            |
| Тускарорская война (1711—1715 гг.)              | Северная Каролина Южная Каролина | Тускарора                                                                                              | - Мирный договор в 1718 году - Миграция большей части тускарора в Нью-Йорк                                 |
| Войны фоксов (1712—1733 гг.)                    | Новая Франция | Фоксы                                                                                                  | Почти полное уничтожение фоксов                                                                            |
| Ямасийская война (1715—1717 гг.)                | Северная Каролина Южная Каролина | Ямаси                                                                                                  | Победа колонистов и миграция остатков ямаси в Испанскую Флориду                                            |
| Натчезские войны (1716—1731 гг.)                | Франция Новая Франция Атакапа Хасинай | Натчезы                                                                                                | Сокрушительное поражение натчезов                                                                          |
| Войны чикасо (1720—1763 гг.)                    | Франция Луизиана Чокто Иллинойсы Майами Веа Пианкашо Конавага-мохоки Куапо                                                                              | Чикасо Натчезы Британская Америка                                                                      | Французам так и не удалось сломить сопротивление чикасо, но численность племени значительно сократилась    |
| Война Даммера (1722—1725 гг)                    | Новая Англия Мохоки | Вабанакская конфедерация                                                                               | Победа британских колонистов и захват ими большей части Мэна                                               |
| Война короля Георга (1744—1748 гг.)             | Франция Новая Франция Вабанакская конфедерация | Британия Британская Америка Ирокезы                                                                    | Возврат к довоенному статус-кво                                                                            |
| Война отца Ле Лутра (1749—1755 гг.)             | Франция Новая Франция Микмаки | Британия Британская Америка                                                                            | - Победа Британии - Депортация акадийцев                                                                   |
| Война с французами и индейцами (1754—1763 гг.)  | Британия Британская Америка Ирокезы | Франция Новая Франция Семь наций Канады Вабанакская конфедерация Оджибве Оттава и др. союзники Франции | - Победа Британии - Франция лишилась всех своих колониальных владений в Америке - Парижский мирный договор |
| Англо-черокская война (1758—1761 гг.)           | Британия | Чероки                                                                                                 | - Победа Британии - Сокращение численности чероки                                                          |
| Восстание Понтиака (1763—1766 гг.)              | Британия | Вайандоты Веа Делавары Кикапу Майами Маскутены Минго Оджибве Оттава Пианкашо Потаватоми Сенека Шауни   | Основанный на компромиссе мир                                                                              |
| Война Данмора (1774 г.)                         | Виргиния | Минго Шауни                                                                                            | Победа виргинских ополченцев                                                                               |
| Война за независимость США (1775—1783 гг.)      | 13 колоний (с 1776 — США) Вермонт (с 1777) Франция (с 1778) Испания (с 1779) Голландия (1780—1784) Ирокезы - Онайда - Тускарора Стокбриджское ополчение | Британия Лоялисты Ирокезы - Мохоки - Сенека - Онондага - Кайюга                                        | - Парижский мир - Разделение и упадок конфедерации ирокезов                                                |
| Войны чикамога (1776—1794 гг.)                  | США | Чикамога-чероки                                                                                        | Победа США                                                                                                 |
| Северо-западная индейская война (1785—1795 гг.) | США Чикасо | Северо-Западная индейская конфедерация Британская Северная Америка                                     | - Победа США - Гринвилльский договор                                                                       |
| Война окони (1785—1794 гг.)                     | США | Окони                                                                                                  | Победа американских поселенцев                                                                             |

## Войны XIX века
| Вооружённый конфликт                                                                | Противник 1                                                                          | Противник 2                                                                       | Итог |
| ----------------------------------------------------------------------------------- | ------------------------------------------------------------------------------------ | --------------------------------------------------------------------------------- | --- |
| Русско-тлинкитская война (1802—1805 гг.)                                            | Российская империя                                                                   | Тлинкиты                                                                          | Заключение мирного договора |
| Война Текумсе (1810—1813 гг.)                                                       | США                                                                                  | Конфедерация Текумсе                                                              | - Победа США - Распад конфедерации Текумсе |
| Англо-американская война (1812—1815 гг.)                                            | США Чероки Чикасо Чокто Нижние Крики Тускарора                                       | Британия Конфедерация Текумсе Верхние Крики Семь наций Канады Ирокезы Гранд-Ривер | - Гентский договор - Статус-кво |
| Крикская война (1813—1814 гг.)                                                      | США Чероки Чокто Нижние Крики                                                        | Верхние Крики                                                                     | - Победа США - Договор в форте Джексон |
| Первая семинольская война (1817—1818 гг.)                                           | США                                                                                  | Семинолы Испанская Флорида                                                        | Победа США |
| Техасско-индейские войны (1820—1875 гг.)                                            | Испанская империя (до 1821) Мексика Республика Техас (1836—1846) США КША (1861—1865) | Команчи Кайова Кайова-апачи Кэддо Уичита                                          | - Победа США - Истребление некоторых племён - Поселение индейцев в резервации |
| Война арикара (1823 г.)                                                             | США                                                                                  | Арикара                                                                           | Арикара покинули свою традиционную территорию и несколько лет скитались по Великим равнинам                                                                                                |
| Война виннебаго (1827 г.)                                                           | США                                                                                  | Виннебаго Санти                                                                   | - Победа США - Виннебаго уступили часть своих земель |
| Война Чёрного Ястреба (1832 г.)                                                     | США Санти                                                                            | Британская группа                                                                 | Победа США |
| Вторая Семинольская война (1835—1842 гг.)                                           | США                                                                                  | Семинолы                                                                          | 800 семинолов депортировано на Индейскую территорию, около 300 осталось на Эверглейдсе |
| Вторая крикская война (1836 г.)                                                     | США                                                                                  | Крики                                                                             | - Победа США - Депортация криков на Индейскую территорию |
| Кайюсская война (1847—1855 гг.)                                                     | США                                                                                  | Кайюсы                                                                            | - Победа США - Значительное сокращение численности кайюсов |
| Ютские войны (1849—1923 гг.)                                                        | США                                                                                  | Юты                                                                               | - Победа США - Поселение ютов в резервации |
| Апачские войны (1849—1924 гг.)                                                      | США КША (1861—1865)                                                                  | Апачи                                                                             | Поселение апачей в резервации |
| Хикарильская война (1849—1855 гг.)                                                  | США                                                                                  | Хикарилья Юты                                                                     | Победа США |
| Юмская война (1850—1853 гг.)                                                        | США                                                                                  | Юма Мохаве                                                                        | Победа США |
| Марипосская война (1850—1851 гг.)                                                   | Марипосский батальон                                                                 | Йокутс Аваничи                                                                    | Выселение индейцев из предгорьев Сьерра-Невады и поселение их в резервации |
| Война Вакары (1853—1854 гг.) Часть Ютских войн                                      | Мормонские пионеры                                                                   | Юты                                                                               | Кратковременный мир |
| Войны сиу (1854—1891 гг.)                                                           | США Пауни Кроу Восточные шошоны                                                      | Сиу Шайенны Арапахо                                                               | Победа США |
| Первая война сиу (1854—1856 гг.) Часть Войн сиу                                     | США                                                                                  | Лакота - Брюле - Оглала - Миннеконжу                                              | Победа США |
| Якимская война (1855—1858 гг.)                                                      | США Снокуалми                                                                        | Якама Валла-валла Юматилла Нискуалли Кликитаты Кайюсы Палусы                      | Победа США |
| Война на реке Рог (1855—1858 гг.)                                                   | США                                                                                  | Рог-ривер                                                                         | Победа США |
| Война в Пьюджет-Саунде (1855—1856 гг.)                                              | США Снокуалми                                                                        | Нискуалли Кликитаты Маклешуты                                                     | Победа США |
| Третья семинольская война (1855—1858 гг.)                                           | США                                                                                  | Семинолы                                                                          | 163 семинола согласились переехать на Индейскую территорию, остальные остались во Флориде                                                                                                  |
| Война на реке Кламат (1855 г.)                                                      | США                                                                                  | Юрок Карук                                                                        | Переселение индейцев в резервации |
| Война Тинтика (1856 г.) Часть Ютских войн                                           | Мормонские пионеры                                                                   | Юты                                                                               | Переселение части ютов в резервацию Юинта-энд-Юрей |
| Война на реке Туле (1856 г.)                                                        | США                                                                                  | Йокутс                                                                            | Победа США |
| Война кёр-д’ален (1858 г.) Часть Якимской войны                                     | США                                                                                  | Кёр-д’ален Пан-д’орей Спокан Северные пайюты Палусы                               | Победа США |
| Война в каньоне Фрейзер (1858 г.)                                                   | Британия - Британская Колумбия                                                       | Нлакапамуки                                                                       | Мирный договор |
| Война на Болд-Хилс (1858—1864 гг.)                                                  | США Ополчение Калифорнии                                                             | Вилкут Чилула Хупа Чимарико Атабаски Ил-Ривер Маттоле                             | Победа США |
| Война мохаве (1858—1859 гг.)                                                        | США Марикопа                                                                         | Мохаве Валапай                                                                    | Мирный договор |
| Война в Мендосино (1859—1860 гг.)                                                   | Ополчение округа Мендосино                                                           | Юки                                                                               | Сокращение численности индейцев в округе Мендосино на 80 % |
| Пайютская война (1860 г.)                                                           | США                                                                                  | Северные пайюты Шошоны Банноки                                                    | Победа США |
| Явапайские войны (1861—1875 гг.)                                                    | США                                                                                  | Явапаи Тонто-апачи Мохаве Юма                                                     | Победа США |
| Война в долине Оуэнс (1862—1867 гг.)                                                | США                                                                                  | Моно Западные шошоны Кавайису Тубатулабал                                         | Победа США |
| Восстание сиу (1862 г.) Часть Войн сиу                                              | США                                                                                  | Санти-сиу                                                                         | - Победа США - Казнь 38 индейцев-санти - Конгресс США аннулировал все договоры с санти и ликвидировал их резервации в штате - Депортация санти из Миннесоты                                |
| Война на реке Бэр (1863 г.)                                                         | США                                                                                  | Северные шошоны                                                                   | - Победа США - Массовое убийство шошонских женщин и детей - Заселение долины Кэш евроамериканцами                                                                                          |
| Война в Колорадо (1864—1865 гг.) Часть Войн сиу                                     | США                                                                                  | Шайенны Лакота Арапахо                                                            | Литл-Арканзасский договор |
| Война снейков (1864—1868 гг.)                                                       | США                                                                                  | Северные пайюты Шошоны Банноки                                                    | Победа США |
| Валапайская война (1865—1870 гг.)                                                   | США                                                                                  | Валапай Хавасупай Явапаи                                                          | - Победа США - Валапай переселены в резервацию |
| Война Чёрного Ястреба (1865—1872 гг.) Часть Ютских войн и Войн навахо               | США                                                                                  | Юты Южные пайюты Навахо                                                           | - Окончательное переселение северных ютов в резервацию Юинта-энд-Юрей и сокращение их численности - Расширение владений мормонов                                                           |
| Война на Паудер-Ривер (1865 г.) Часть Войн сиу                                      | США Скауты-пауни                                                                     | Лакота Шайенны Северные арапахо                                                   | Победа индейцев |
| Война Красного Облака (1866—1868 гг.) Часть Войн сиу                                | США                                                                                  | Лакота Шайенны Северные арапахо                                                   | Победа индейцев |
| Кампания против команчей (1867—1875 гг.) Часть Команчских и Техасско-индейских войн | США                                                                                  | Команчи                                                                           | - Победа США - Переселение команчей в резервацию |
| Восстание на Ред-Ривере (1869—1870 гг.)                                             | Канада Британия                                                                      | Канадские метисы                                                                  | Победа метисов |
| Модокская война (1872—1873 гг.)                                                     | США                                                                                  | Модоки                                                                            | - Победа США - Депортация модоков на Индейскую территорию |
| Война на Ред-Ривере (1874—1875 гг.) Часть Команчских и Техасско-индейских войн      | США                                                                                  | Команчи Кайова Южные шайенны Южные арапахо Кайова-апачи                           | - Победа США - Команчи, кайова, кайова-апачи, южные шайенны и южные арапахо поселены в резервации - Окончание Техасско-индейских войн и начало заселения Западного Техаса евроамериканцами |
| Война за Чёрные холмы (1876—1877 гг.) Часть Войн сиу                                | США Кроу Восточные шошоны                                                            | Сиу Северные шайенны Северные арапахо                                             | - Победа США - Аннексия правительством США всех индейских земель в регионе Паудер-Ривер - Уход части сиу в Канаду                                                                          |
| Война не-персе (1877 г.)                                                            | США                                                                                  | Не-персе                                                                          | - Победа США - Депортация не-персе на Индейскую территорию |
| Баннокская война (1878 г.)                                                          | США                                                                                  | Банноки Северные шошоны Северные пайюты                                           | Победа США |
| Шайеннская война (1878—1879 гг.)                                                    | США                                                                                  | Северные шайенны                                                                  | Создание резервации Нортерн-Шайенн |
| Война тукудека (1879 г.)                                                            | США                                                                                  | Тукудека                                                                          | - Победа США - Переселение тукудека в резервацию Форт-Холл |
| Война на Уайт-Ривере (1879 г.) Часть Ютских войн                                    | США                                                                                  | Юты                                                                               | - Победа США - Изгнание северных ютов из Колорадо - Сокращение земель резерваций южных ютов                                                                                                |
| Война Викторио (1879—1881 гг.) Часть Апачских войн                                  | США Мексика                                                                          | Апачи - Чихенне - Мескалеро                                                       | Победа США и Мексики |
| Война Джеронимо (1881—1886 гг.) Часть Апачских войн                                 | США Мексика                                                                          | Чирикауа                                                                          | Победа США |
| Северо-Западное восстание (1885 г.)                                                 | Канада                                                                               | Канадские метисы Равнинные кри Ассинибойны Равнинные оджибве                      | - Победа Канадской конфедерации - Казнь Луи Риэля и шестерых индейских лидеров - Завершение строительства Канадской тихоокеанской железной дороги                                          |
| Война кроу (1887 г.)                                                                | США                                                                                  | Кроу                                                                              | Победа США |
| Война Пляски Духов (1890—1891 гг.) Часть Войн сиу                                   | США                                                                                  | Лакота - Миннеконжу - Хункпапа                                                    | Победа США |
| Восстание банноков (1895 г.)                                                        | США                                                                                  | Банноки                                                                           | Победа США |

## Войны XX века
| Вооружённый конфликт                              | Противник 1 | Противник 2      | Итог       |
| ------------------------------------------------- | ----------- | ---------------- | ---------- |
| Война Безумного Змея (1909 г.)                    | США         | Крики            | Победа США |
| Блаффская война (1914–1915 гг.) Часть Ютских войн | США         | Юты Южные пайюты | Победа США |
| Война Поузи (1923 г.) Часть Ютских войн           | США         | Юты Южные пайюты | Победа США |